# Paganese Calcio 1926
El Paganese Calcio 1926 es un club de fútbol de Italia, con sede en Pagani, en Campania. Fue fundado en 1926, y fue refundado en varias oportunidades. Compite en la Serie D, cuarta categoría del fútbol italiano.

## Historia
Fue fundado en el año 1926 como Unione Sportiva Paganese. Fue parte de la Copa Anglo-Italiana en 1978, en la cual solo ganó un partido y perdió 3.
En el año 2005/06 ganó el título de la Serie D para ascender a la Serie C2, en donde en su primer año ascendió a la Serie C1 tras vencer en la ronda de Play-Off al SPAL Ferrara y al Reggiana, en la cual no jugaba desde 1979.

## Estadio

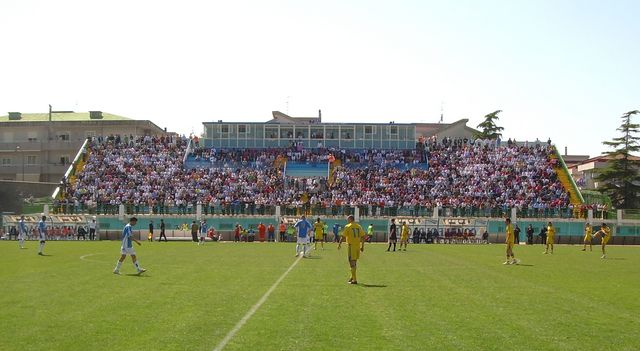
Estadio Marcello Torre.

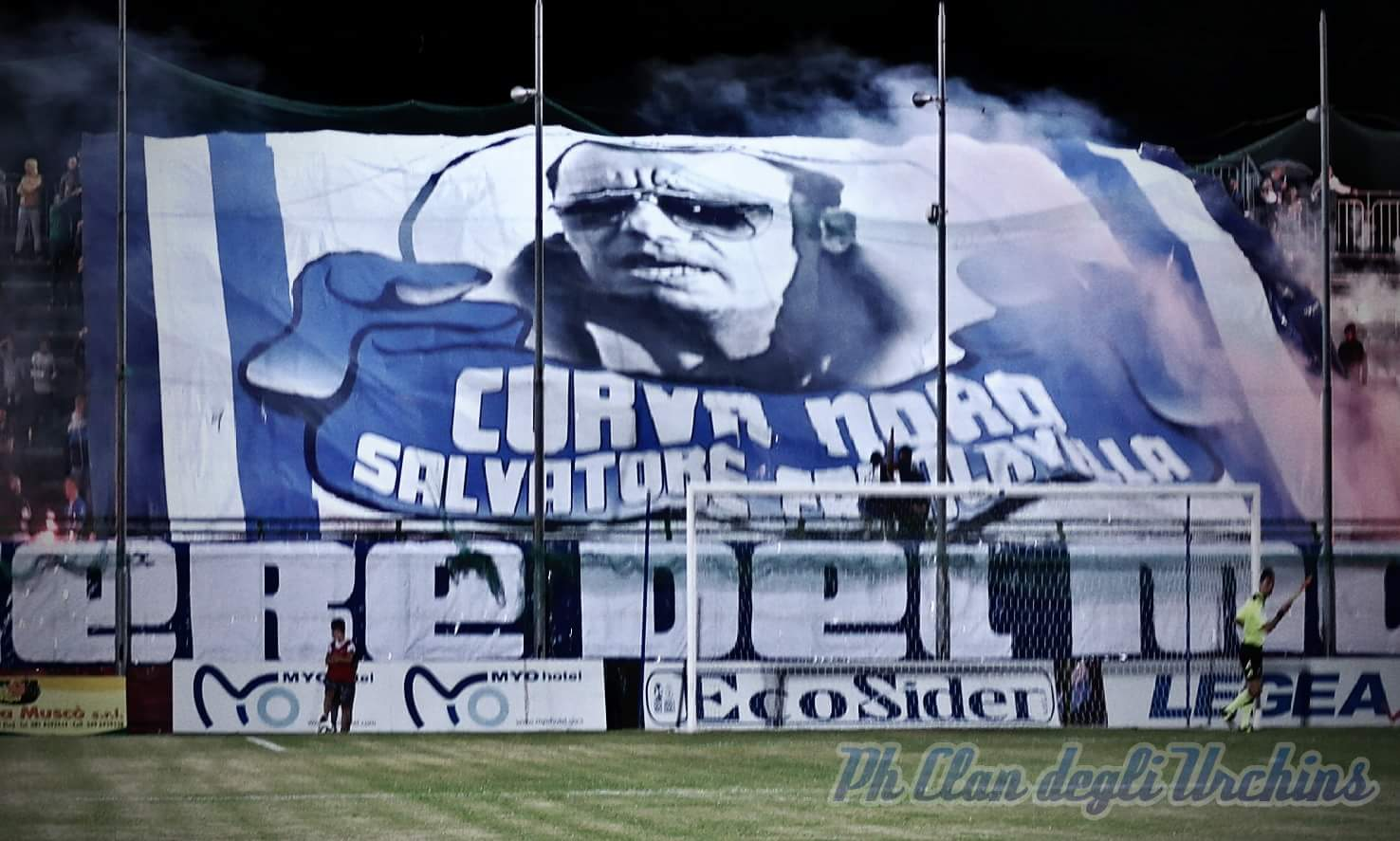
Hinchada.

Paganese juega de local en el Estadio Marcello Torre de Pagani, con capacidad para 4.292 espectadores.

## Palmarés

### Torneos interregionales
- Serie D (2): 1975-76 (Grupo G), 2005-06 (Grupo H)

### Torneos regionales
- Prima Divisione Campania (1): 1948-49 (Grupo B)
- Prima Categoria Campania (1): 1966-67 (Grupo C)
- Eccellenza Campania (2): 1991-92 (Grupo B), 1998-99 (Grupo B)
- Terza Divisione Campania (1): 1932-33